# Давыдовка (Акимовский район)
Давы́довка (укр. Давидівка) — село,
Давыдовский сельский совет,
Акимовский район,
Запорожская область,
Украина.
Код КОАТУУ — 2320381201. Население по переписи 2001 года составляло 972 человека .
Является административным центром Давыдовского сельского совета, в который, кроме того, входят сёла
Андреевка и
Волчанское.

## Географическое положение

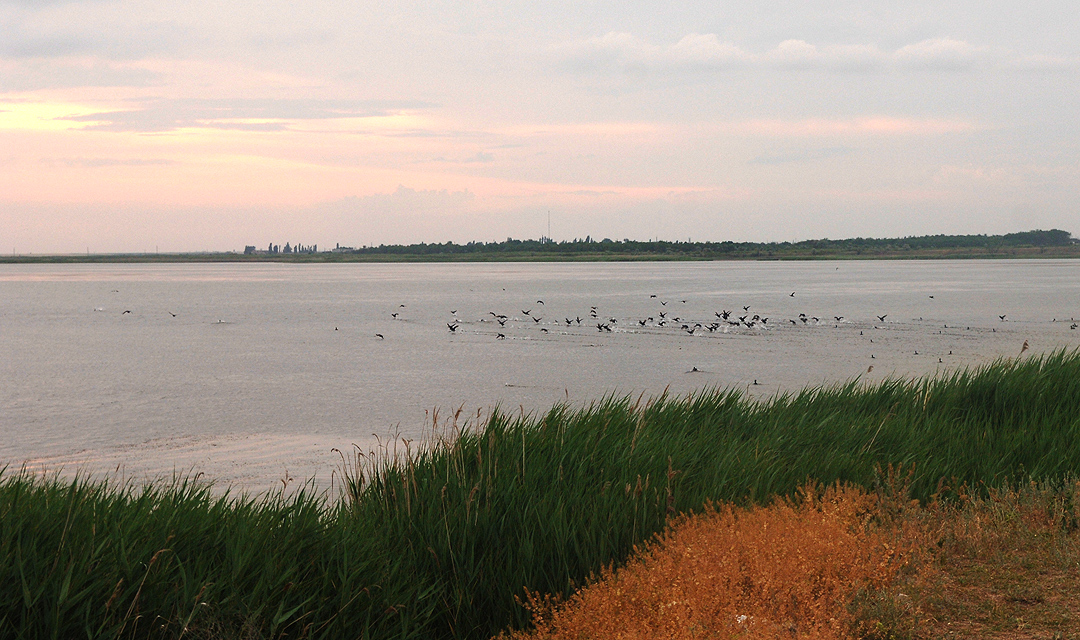
Вид на село с противоположного берега Утлюкского лимана

Село Давыдовка находится между реками Большой Утлюк и Малый Утлюк в месте их впадения в Утлюкский лиман,
выше по течению реки Большой Утлюк на расстоянии в 5 км расположено село Волчанское.

## История
- Вблизи села Давыдовка обнаружены остатки поселения раннескифского времени (VII—V вв. до н. э.).
- 1852 — дата основания.

## Объекты социальной сферы
- Школа.
- Детский сад «Ромашка».[2]
- Дом культуры.
- Больница. В помещении больницы также находится так называемое «социальное крыло» для проживания одиноких престарелых граждан[3].

## Достопримечательности
- Братская могила советских воинов.

## Известные люди
- Панченко, Александр Семёнович (* 1947) —  советский государственный деятель.
- Федоренко В.Н. — механизатор, Герой Социалистического Труда (1975).